# Jacques Bompard
Pour les articles homonymes, voir Bompard.
Jacques Bompard, né le 24 février 1943 à Montpellier, est un homme politique français.
Affichant des positions libérales-conservatrices, il est membre fondateur du Front national (FN) en 1972, un parti qu'il quitte en 2005 pour rejoindre le Mouvement pour la France (MPF) de Philippe de Villiers. En 2010, il rompt avec le MPF pour fonder et présider la Ligue du Sud, parti classé à l'extrême droite et très implanté dans la partie nord du département de Vaucluse.
À la suite des élections municipales de 1995, il est élu maire d'Orange, faisant partie des trois seuls membres du Front national à emporter une commune lors de ces élections ; il est constamment réélu à la tête de la municipalité jusqu’à sa démission en 2021, faisant suite à une condamnation définitive pour prise illégale d’intérêts qui le rend inéligible pour cinq ans. Il a également été conseiller régional de Provence-Alpes-Côte d'Azur, conseiller général de Vaucluse et élu à trois reprises député du département entre 1986 et 2017.

## Situation personnelle

### Origines et vie familiale
Fils de Marcel Bompard, officier de l'Armée française, Jacques Bompard est issu d'une famille provençale. Durant son enfance, il passe ses vacances dans la propriété familiale, à Buis-les-Baronnies (Drôme).
Il épouse en secondes noces Marie-Claude Bompard, née Pelletier, qui partage son militantisme politique. Celle-ci est conseillère générale, puis départementale de Vaucluse depuis 2004 et maire de Bollène de 2008 à 2020.
Jacques Bompard est père de cinq enfants, dont Guillaume, qui a été son assistant parlementaire et conseiller municipal délégué à la communication de la ville d'Orange, et Yann, qui a aussi été son assistant parlementaire puis celui de Marie-France Lorho, ainsi que conseiller départemental de Vaucluse et premier adjoint au maire d'Orange. Il lui succède comme maire de la ville en 2020.

### Études et carrière professionnelle
Jacques Bompard suit des études d'odontologie à l'université Montpellier-I afin de devenir docteur en chirurgie dentaire et en sciences odontologiques. Il exerce d'abord la profession d'enseignant de physique-chimie à Nîmes, Avignon et à L'Isle-sur-la-Sorgue, de 1964 à 1970, puis est chirurgien-dentiste à Orange, de 1975 à 1986. Parallèlement, il est assistant en odontologie conservatrice à l'université Montpellier-I, de 1981 à 1986.

## Parcours politique

### Débuts
Après avoir milité en faveur du retour au pouvoir de Charles de Gaulle en 1958, il se détourne du gaullisme en raison de la guerre d'Algérie, au début des années 1960.
À la faculté des sciences de Montpellier, il préside, de 1962 à 1965, la Fédération nationale des étudiants de France (FNEF), une organisation étudiante ayant fait scission de l'UNEF. À cette époque, il crée OAS Cambronne, un réseau de soutien à l'OAS à Montpellier. Il rejoint par la suite les rangs du mouvement étudiant d'extrême droite Occident, dont il intègre le secrétariat national,.
Par la suite, il adhère aux Comités Tixier-Vignancour (« comités TV »), créés en soutien au candidat d'extrême droite Jean-Louis Tixier-Vignancour à l'élection présidentielle de 1965, face au général de Gaulle. Il rejoint Ordre nouveau après la dissolution d'Occident, en 1968.
Il est également le fondateur de l'association politique L'Esprit public, dont le nom est inspiré de la revue éponyme.

### Engagement partisan

#### Cadre du Front national
En 1972, il participe à la fondation du Front national. Avec Alain Jamet, en 1975, il lance la fédération FN de l'Hérault, l'une des premières de France. Il est membre du bureau politique du FN de sa fondation à son départ du parti.
Son départ du FN fait suite à son exclusion du bureau politique, en septembre 2005. Selon les uns, cette exclusion est la conséquence de critiques contre le supposé népotisme présent au sein du parti qu'il aurait dénoncé lors de l'université d'été de 2004 de son association, indépendante du FN, L'Esprit public. Selon d'autres, il a attaqué son parti à de nombreuses reprises,. Alors qu'il aurait eu l'ambition de succéder au « Menhir », Jean-Marie Le Pen lui avait rétorqué par média interposé qu'il a « autant de chances de devenir un jour président du FN que [lui-même] archevêque ».
Jacques Bompard reproche à Jean-Marie Le Pen son autoritarisme et son désintérêt pour les questions locales, et à Marine Le Pen sa ligne étatiste et son côté modéré sur les sujets sociétaux.

#### Passage au Mouvement pour la France
En décembre 2005, il adhère au Mouvement pour la France (MPF), présidé par Philippe de Villiers,. Il devient alors président de la fédération du MPF en Vaucluse.
Il quitte le MPF en 2010, l'estimant trop lié à l'UMP. Il refuse d'apporter son soutien à la liste conduite par Thierry Mariani, que Philippe de Villiers avait annoncé soutenir lors des élections régionales de 2010 en Provence-Alpes-Côte d'Azur.

#### Fondation et présidence de la Ligue du Sud
Les thématiques principales de la Ligue du Sud sont la sécurité, le combat contre la mondialisation, la revendication du patriotisme, la défense de la famille et des valeurs chrétiennes.
En vue des élections régionales de 2010 en PACA, il s'associe au Bloc identitaire, au Parti de la France et au Mouvement national républicain pour conduire la liste « Ligue du Sud », qui se constitue plus tard en parti politique, dont il devient le président. Plusieurs cadres du Front national apportent leur soutien à sa candidature : l'ensemble des cadres de la circonscription d'Hyères rallient Dominique Michel, tête de liste Ligue du Sud dans le Var ; Jean-Pierre Godin, responsable de la circonscription de Toulon, fait de même. La liste qu'il conduit obtient 2,7 % des voix au premier tour et atteint 8,4 % en Vaucluse.
En 2014, il prend part aux Assises de la remigration organisées par le Bloc identitaire.
Entre les deux tours des élections départementales de 2015, après que la Ligue du Sud a obtenu quatre élus, dont son fils Yann et sa femme, Jacques Bompard appelle à l'« union de toutes les droites » (Ligue du Sud, Front national et UMP) et annonce sa volonté de voter avec la droite et le FN pour désigner un président de département qui fasse consensus face à la gauche.

### Implantation dans le Vaucluse

#### Maire d'Orange

##### Élections

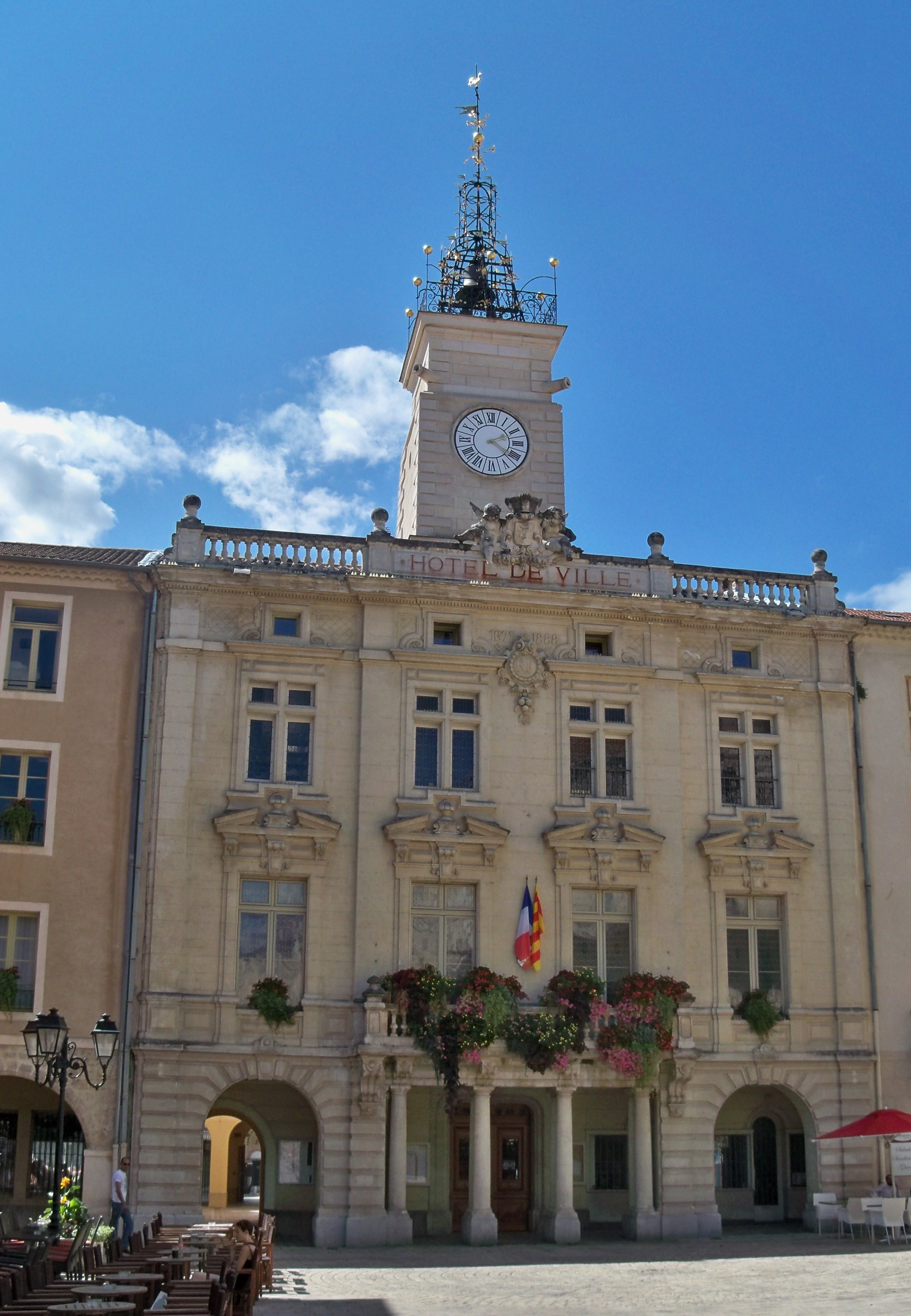
Hôtel de ville d'Orange.

Lors des élections municipales de 1989 à Orange (Vaucluse), la liste FN qu'il conduit obtient 16,4 % des suffrages exprimés au second tour, dans le cadre d’une triangulaire avec les listes socialiste (45 %) et d’union de la droite (38,6 %). Avec un autre de ses colistiers, il intègre ainsi le conseil municipal de la ville.
Six ans plus tard, aux élections municipales de 1995, sa liste arrive en tête du premier tour puis l’emporte au second tour, à la faveur d'une triangulaire, avec 35,9 % des suffrages, 87 voix seulement devant celle du maire divers gauche sortant, Alain Labé,. Le 25 juin 1995, il est élu par le nouveau conseil municipal, où il dispose d’une majorité de 24 élus sur 35. Il fait ainsi partie des trois candidats FN élus maires lors de ce scrutin,.
Briguant sa succession en se présentant comme « sans étiquette », il est réélu en 2001 et 2008, après que sa liste a recueilli respectivement 60 % et 61 % des suffrages exprimés dès le premier tour de scrutin,,. Aux élections municipales de 2014, il se représente en renouvelant un tiers de sa liste et fait entrer dans sa nouvelle équipe deux membres de l'UMP, ainsi qu'une membre historique du Parti socialiste local. La liste comprend également son fils, Guillaume, en 27e position, qui deviendra conseiller municipal délégué à la communication. Il l'emporte dès le premier tour avec 59,8 % des voix.
Réélu député le 18 juin 2017, Jacques Bompard annonce son intention de « contourner » la nouvelle législation sur le cumul des mandats, qui lui interdit d'être à la fois d'être député et maire. Alors que la loi précise que c'est le dernier mandat obtenu (dans son cas, celui de député) qui doit être conservé, Jacques Bompard souhaite rester maire d'Orange tout en laissant son siège de député à sa suppléante, Marie-France Lorho, sans provoquer d'élection législative partielle. Ainsi, fin juin 2017, il démissionne de son mandat de maire, se fait réélire par le conseil municipal de la ville le 25 juillet, et démissionne dans le même temps de l'Assemblée nationale. Alors que la légalité de sa décision était mise en cause par plusieurs juristes et par son opposition municipale, il obtient gain de cause en restant à la tête de la municipalité d'Orange, tandis que sa suppléante lui succède comme députée : il peut ainsi, selon ses propres termes, continuer à « travailler à l'Assemblée nationale par personne interposée », Marie-France Lorho étant totalement acquise à sa cause,.
Lors des élections municipales de 2020, il doit faire face à une autre liste d'extrême droite, qui est conduite par son ancien directeur de cabinet Xavier Magnin, soutenu par le RN (ex-FN), ; en 2014, il avait également dû faire face à la concurrence d'une liste d'extrême droite, mais celle-ci ne bénéficiait pas du soutien du FN. À l’issue du premier tour, qui est marqué par une abstention record (57,6 %) en pleine pandémie de Covid-19, la liste du maire sortant arrive largement en tête (47,6 %) face à cinq autres listes, mais ne parvient pas à l’emporter dès ce premier tour, une première depuis 1995,. En vue du second tour, Jacques Bompard prend sur sa liste Pierre Marquestaut (LR), qui conduisait une liste divers droite. Dans le cadre d'une quadrangulaire (face à des listes centriste, divers gauche et RN), il l’emporte avec 56,3 % des suffrages. Son fils Yann, qui figurait en troisième position sur sa liste, devient premier adjoint délégué aux finances.

##### Gestion municipale et communautaire
D'après le chercheur Gilles Ivaldi, il a « le profil de notable de droite un peu musclée comme le Sud en connaît ».
De nombreux responsables FN prennent longtemps en exemple la gestion municipale de la ville pour prouver que les gestions frontistes ont été bonnes. Ainsi, malgré des rapports devenus houleux avec lui, le FN lui apporte son soutien aux élections municipales de 2014. Sa gestion, ayant pour priorités affichées la proximité, la sécurité et l'embellissement du centre-ville selon l'universitaire Christèle Marchand-Lagier, a fait office de modèle pour les maires FN élus en PACA lors de ces élections municipales.
Il fait retirer les ouvrages « mal pensants » de la médiathèque municipale, tout en lui faisant s’abonner aux publications d’extrême droite Présent et Rivarol.
En 2019 et 2020, sa gestion du personnel communal et communautaire est mise en cause par des fonctionnaires, qui l’accusent de couvrir des violences perpétrées au sein de l'administration par lui-même et par Rémy Canuti, présenté comme l'éminence grise du maire.

##### Politique économique
Sous ses mandats, la dette de la ville baisse de façon continue. En 2013, elle est quasiment nulle (44 € par habitant). D'après un rapport d'observation de la chambre régionale des comptes de Provence-Alpes-Côte d'Azur étudiant la gestion de la commune d'Orange de 2001 à 2010, « la situation financière de la commune d'Orange est bonne, notamment au regard de son faible endettement, de la maîtrise de ses charges et de l’importance de son fonds de roulement » et « la commune s’est nettement désendettée »,. Toujours selon ce rapport, « l'endettement est même à un niveau exceptionnellement faible par rapport aux communes comparables : il est passé de 1 415 € à 183 € par habitant entre le 1er janvier 2001 et le 1er janvier 2010 pour une moyenne nationale au 1er janvier 2010 de 1 082 € par habitant »[source insuffisante]. La dette de la ville, en 2011, est à 86 €/hab, soit 92,31 % de moins que pour des communes similaires. À Orange, la dette par habitant a donc baissé de 93,92 % entre 2000 et 2011. Sur la même période, les communes françaises similaires à Orange ont vu leur dette par habitant augmenter de 6,17 % en moyenne.[réf. nécessaire]
Pour réaliser des économies, la municipalité a diminué le financement de la culture (en particulier concernant le festival Chorégies et les achats de livres des bibliothèques). Sur le plan social, elle a supprimé les bus gratuits pour les enfants allant aux centres de loisirs. La Chambre régionale des comptes pointe des crédits aux politiques locales en diminution et une « politique de la ville inexistante ». D'autre part, le rapport relève des irrégularités dans l'usage des fonds publics (« traitement déguisé », « utilisation de véhicules et cartes d’autoroute » dans un cadre autre que municipal).
En décembre 2013, le conseil municipal d'Orange vote la suppression d'une subvention exceptionnelle de 1 000 € à l’association des Restos du cœur en raison du refus de celle-ci de participer à des réunions obligatoires où elle devait présenter la liste de ses bénéficiaires.
Selon Basta !, Jacques Bompard s'oppose à la prolongation d'un programme d’amélioration de l'habitat, de lutte contre l'habitat indigne et la précarité énergétique. Le maire justifie cette décision par le risque de créer « un cercle vicieux » en menant une politique sociale susceptible d'attirer des « pauvres » dans la ville.
Il a été épinglé par la Cour des comptes pour avoir fait financer par la municipalité des dépenses personnelles excessives et sans rapport avec son mandat : parfums de luxe, spa, hammam ou vinothérapie.

##### Questions identitaires
En décembre 2009, il fait voter par le conseil municipal de la ville un arrêté interdisant d'arborer des drapeaux étrangers « dans les locaux de la mairie » et « à ses abords immédiats » lors des mariages,.
En pleine recrudescence de la crise migratoire en Europe, en septembre 2015, il fait connaitre son refus d'accueillir des migrants dans sa ville.

##### Prise illégale d'intérêts et peine d'inéligibilité
En octobre 2013, le tribunal de grande instance d’Avignon renvoie Jacques Bompard en correctionnelle pour des soupçons de « deux prises illégales d'intérêts commises au cours des années 2004 et 2005 ». La ville d'Orange est soupçonnée d'avoir vendu des biens immobiliers à des membres de la famille de Jacques Bompard qui réalisent d'importantes plus-values. Le 16 mai 2019, Jacques Bompard est condamné par le tribunal correctionnel de Carpentras à six mois d'emprisonnement avec sursis et 50 000 euros d'amende, dont 25 000 avec sursis ; il n'interjette pas appel, contrairement au procureur de la République, qui souhaite sa condamnation à une peine d'inéligibilité. Le 25 mars 2021, en appel, il est condamné à un an de prison avec sursis, à 30 000 euros d'amende et à cinq ans d'inéligibilité pour prise illégale d'intérêts. En novembre 2021, la Cour de cassation rejette le pourvoi de Jacques Bompard, qui est ainsi contraint de démissionner de son mandat de maire d’Orange,.
Son fils Yann Bompard, jusqu'alors premier adjoint au maire et conseiller départemental, lui succède. Jacques Bompard indique cependant souhaiter être nommé maire-honoraire et conserve un bureau à l’hôtel de ville, pour s'occuper "bénévolement" des affaires de la ville en dépit de son inéligibilité. Cette situation atypique prend fin à la suite de la saisie du tribunal administratif par la préfecture.

#### Autres mandats locaux

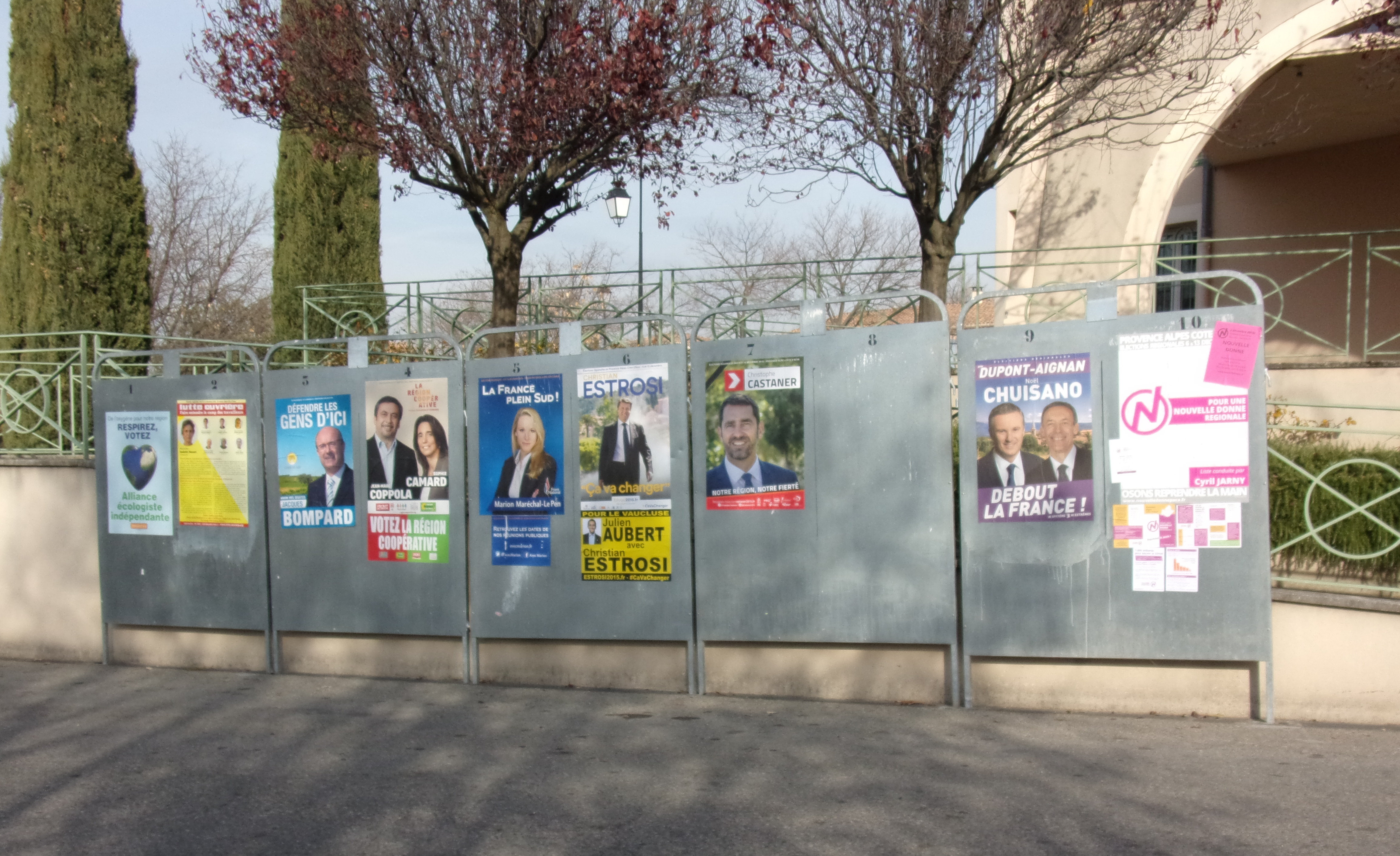
Affiches électorales à Saint-Didier, lors de la campagne des élections régionales de 2015 en Provence-Alpes-Côte d'Azur.

Jacques Bompard est élu, en novembre 2002, conseiller général de Vaucluse dans le canton d'Orange-Ouest, avec 54,4 % des voix au premier tour, après l'annulation de l'élection de 2001, où il avait obtenu trois voix de moins que le RPR Paul Durieu. Pour se conformer à la loi sur la limitation du cumul des mandats, il démissionne de son mandat de conseiller régional de Provence-Alpes-Côte d'Azur, auquel il avait été élu pour la première fois en 1986, année où, à la suite d'un accord de cogestion avec la droite, il était devenu, avec Gabriel Domenech, l'un des deux vice-présidents FN de la région. Réélu conseiller général de Vaucluse aux cantonales de 2008, il démissionne de ce mandat après son élection à l'Assemblée nationale, en 2012.
Après une période de bonnes relations avec Marion Maréchal, qui a pris pour suppléant aux élections législatives de 2012 Hervé de Lépinau, vice-président de la Ligue du Sud, Jacques Bompard se montre critique à son égard,. Aux élections régionales de 2015 en Provence-Alpes-Côte d'Azur, il présente des listes face à celles du Front national, menées par Marion Maréchal-Le Pen au niveau régional,. À l'issue du premier tour, les listes de Jacques Bompard obtiennent seulement 1,1 % des voix au niveau régional et 4,2 % dans le Vaucluse, soit deux fois moins qu'en 2010.
En janvier 2019, il est élu président de la communauté de communes du Pays Réuni d'Orange.

### Député à l’Assemblée nationale
La liste Front national ayant recueilli 18,1 % des voix dans le département de Vaucluse aux élections législatives de 1986, Jacques Bompard est élu député. Cette élection est facilitée par le passage au scrutin proportionnel, promesse de campagne de François Mitterrand permettant d'atténuer une défaite programmée des socialistes. Il siège au sein du groupe Front national, qui compte 35 députés, jusqu'à la dissolution de l'Assemblée nationale à la suite de la réélection de François Mitterrand, en mai 1988.
Il se présente sans succès dans la première circonscription de Vaucluse en 1993, puis dans la quatrième circonscription entre 1997 et 2007.
Candidat aux élections législatives de 2012 dans la quatrième circonscription de Vaucluse, il arrive en tête du premier tour, se qualifiant pour le second face au candidat socialiste, Pierre Meffre. Jacques Bompard l'emporte au second tour, avec 58,77 % des suffrages exprimés. Il siège en tant que député non-inscrit, et est membre de la commission des Lois.
Lors d'une séance de questions au gouvernement en octobre 2012, il interpelle le ministre de l'Intérieur, Manuel Valls, sur le racisme antiblanc, non reconnu selon lui par l'État. Le ministre lui répond qu’« il n’y a pas de racisme antinoir, il n'y a pas de racisme antimaghrébin, il n'y a pas de racisme antiblanc : il y a uniquement le racisme ».
Même s'il ne s'oppose pas à l'interdiction des mariages homosexuels, il réclame l'instauration d'une « clause de conscience » permettant aux maires de ne pas célébrer ces mariages,. Lors de l'examen du projet de loi ouvrant le mariage et l'adoption aux couples de personnes de même sexe, il dépose plusieurs amendements provocateurs destinés d'après lui à contester les incohérences du texte et montrer où mènent celles-ci. Ainsi, l'un de ses amendements propose de « supprimer toute condition restrictive au mariage » (lien de parenté, âge, nombre) et un autre entend supprimer le titre V du Code civil consacré au mariage car « le mariage est une affaire privée [qui] ne concerne pas l'État »,.
En septembre 2015, il dépose une proposition de loi visant à supprimer les enseignements de langue et de culture d’origine (ELCO). En 2016, il présente une proposition de loi relative à la lutte contre toutes les violences faites aux femmes, dans laquelle il assimile le droit à l'avortement à la « suppression d'une vie humaine ».
En vue du second tour de la primaire française de la droite et du centre de 2016, il annonce son intention de voter en faveur de François Fillon. Pour le second tour de l'élection présidentielle de 2017, il appelle à voter pour Marine Le Pen.
À l'issue du premier tour des élections législatives de 2017, il apparaît en difficulté dans sa circonscription, devançant de justesse la candidate du Front national et accusant un net retard sur la candidate La République en marche. Dans l'entre-deux-tours, il appelle à l'« union des droites » afin de conserver son siège. Il est finalement réélu avec 50,37 % des suffrages exprimés. Après des années de tensions avec le Front national, il se dit alors prêt à faire partie d'un groupe parlementaire commun avec les députés FN, mais il continue à siéger chez les non-inscrits en raison de l'échec de cette initiative,.
Peu après sa réélection, Jacques Bompard annonce sa démission de son mandat de député afin de rester maire d'Orange, la nouvelle législation sur le cumul des mandats lui interdisant d'être à la fois député et maire. Sa démission est effective le 21 août et sa suppléante, Marie-France Lorho, lui succède le lendemain.

## Identité politique

### Idéologie
Jacques Bompard se définit comme étant de droite et défend l'union des droites, en réaction à l'union des gauches. Il se réfère au concept du grand remplacement et déclare que « la submersion migratoire du peuple français n’est ni une chance, ni un espoir pour le futur de notre pays ».
Il compte parmi les contributeurs de la revue catholique intégriste Civitas. Il avait par ailleurs soutenu le mouvement politique du même nom lors des manifestations contre le mariage homosexuel en 2012.

### Entourage
Lors des élections législatives de 2012, il réunit autour de son nom plusieurs soutiens venant de toute la droite : son suppléant, maire UMP de Piolenc, Louis Driey, le président du Nouveau Centre vauclusien, Christophe Lombard, le conseiller général Front national élu dans le canton de Carpentras-Nord, Patrick Bassot. En juin 2013, aux universités d'été de la Ligue du Sud, plusieurs personnalités de droite et d'extrême-droite sont présentes, notamment Robert Ménard, Jean-Yves Le Gallou, Jean-Claude Martinez, Christian Vanneste, Xavier Lemoine,.
Il entretient de bonnes relations avec le parti souverainiste Debout la France de Nicolas Dupont-Aignan, auquel il se rattache financièrement à l'Assemblée nationale en 2014, son parti n'ayant pas réalisé 1 % des suffrages exprimés dans 50 circonscriptions aux élections législatives de 2012,,. Nicolas Dupont-Aignan déclare à son sujet : « Bompard n’est pas d'extrême droite ; il est de droite ». Lors des élections départementales de 2015, Debout la France et la Ligue du Sud présentent plusieurs binômes communs dans le Vaucluse et les Alpes-de-Haute-Provence.
Pour les élections régionales de 2021 en Provence-Alpes-Côte d'Azur, il est à l'initiative, avec son fils Yann, d'une liste baptisée les « amis d’Éric Zemmour », menée par l’ex-RN Valérie Laupies. Il est parmi les premiers à militer pour qu'Éric Zemmour déclare sa candidature à l’élection présidentielle de 2022,.

### Ancrage en Nord-Vaucluse
Il utilise souvent comme slogan « défendre les gens d'ici », en opposition au jacobinisme traditionnel et à l'esprit des partis politiques parachutant des candidats pour les intérêts des partis au détriment de ceux des populations locales.
La Ligue du Sud enregistre plusieurs succès importants en Nord-Vaucluse. En 2008, sa femme Marie-Claude est élue maire de Bollène ; réélue en 2014, elle est battue en 2020. À l'issue des élections municipales de 2014, deux autres communes, Piolenc et Camaret-sur-Aigues, élisent un maire issu de la Ligue du Sud. Tous deux sont réélus lors des élections municipales de 2020. Aux élections départementales de 2015, le parti fait concurrence au Front national et l'emporte dans deux cantons : celui d'Orange, où Yann Bompard est élu, et celui de Bollène, notamment remporté par Marie-Claude Bompard. Seul Yann Bompard est réélu lors des élections départementales de 2021.

## Détail des mandats et fonctions

### À l'Assemblée nationale
- 2 avril 1986 – 14 mai 1988 : député du département de Vaucluse
- 20 juin 2012 – 21 août 2017 : député de la quatrième circonscription de Vaucluse

### Au niveau local
- 21 mars 1986 – 24 novembre 2002 : conseiller régional de Provence-Alpes-Côte d'Azur
- 13 mars 1989 – 30 novembre 2021 : conseiller municipal d'Orange (Vaucluse)
- 25 juin 1995 – 30 novembre 2021 : maire d'Orange
- 24 novembre 2002 – 20 juin 2012 : conseiller général de Vaucluse, élu dans le canton d'Orange-Ouest
- 25 mars 2015 – 24 janvier 2019 : premier vice-président de la communauté de communes des Pays de Rhône et Ouvèze, devenue en 2017 communauté de communes du Pays Réuni d'Orange
- 24 janvier 2019 – 30 novembre 2021 : président de la communauté de communes du Pays Réuni d'Orange

## Synthèse des résultats électoraux

### Élections législatives
| Année | Parti           | Parti | Circonscription | 1er tour | 1er tour | 1er tour   | 1er tour   | 2d tour | 2d tour | 2d tour | 2d tour |
| Année | Parti           | Parti | Circonscription | Voix     | %        | Place      | Issue      | Voix    | %       | Place   | Issue   |
| ----- | --------------- | ----- | --------------- | -------- | -------- | ---------- | ---------- | ------- | ------- | ------- | ------- |
| 1986  |                 | FN    | Vaucluse        | 41 545   | 18,08    | 3e         | Élu        |         |         |         |         |
| 1988  | 4e de Vaucluse  | FN    | 8 767           | 18,36    | 3e       | Éliminé    |            |         |         |         |         |
| 1993  | 1re de Vaucluse | FN    | 10 330          | 23,03    | 2e       | Ballottage | 14 997     | 40,56   | 2e      | Battu   |         |
| 1997  | 4e de Vaucluse  | FN    | 14 591          | 28,79    | 2e       | Ballottage | 14 062     | 25,37   | 3e      | Battu   |         |
| 2002  | 4e de Vaucluse  | FN    | 17 885          | 34,06    | 2e       | Ballottage | 19 439     | 42,38   | 2e      | Battu   |         |
| 2007  | 4e de Vaucluse  |       | MPF             | 10 072   | 19,72    | 3e         | Éliminé    |         |         |         |         |
| 2012  | 4e de Vaucluse  |       | LS              | 12 226   | 23,51    | 2e         | Ballottage | 29 738  | 58,77   | 1er     | Élu     |
| 2017  | 4e de Vaucluse  | 8 152 | LS              | 19,15    | 2e       | Ballottage | 19 030     | 50,37   | 1er     | Réélu   |         |

### Élections régionales
Les résultats ci-dessous concernent uniquement les élections où il est tête de liste.
| Année | Liste  | Liste | Région                     | 1er tour | 1er tour | 1er tour | 1er tour |
| Année | Liste  | Liste | Région                     | Voix     | %        | Rang     | Issue    |
| ----- | ------ | ----- | -------------------------- | -------- | -------- | -------- | -------- |
| 2010  |        | LS    | Provence-Alpes-Côte d'Azur | 39 284   | 2,69     | 6e       | Éliminé  |
| 2015  | 19 889 | LS    | Provence-Alpes-Côte d'Azur | 1,12     | 8e       |          | Éliminé  |

### Élections cantonales
| Année | Parti | Parti | Canton       | 1er tour | 1er tour | 1er tour | 1er tour   | 2d tour | 2d tour | 2d tour | 2d tour |
| Année | Parti | Parti | Canton       | Voix     | %        | Rang     | Issue      | Voix    | %       | Rang    | Issue   |
| ----- | ----- | ----- | ------------ | -------- | -------- | -------- | ---------- | ------- | ------- | ------- | ------- |
| 2002  |       | FN    | Orange-Ouest | 15 008   | 54,36    | 1er      | Élu        |         |         |         |         |
| 2008  |       | MPF   | Orange-Ouest | 5 324    | 48,81    | 1er      | Ballottage | 5 078   | 59,61   | 1er     | Réélu   |

### Élections municipales
Les résultats ci-dessous concernent uniquement les élections où il est tête de liste.
| Année | Parti | Parti | Commune | 1er tour | 1er tour | 1er tour   | 1er tour   | 2d tour | 2d tour | 2d tour | 2d tour | Sièges  | Sièges |
| Année | Parti | Parti | Commune | Voix     | %        | Rang       | Issue      | Voix    | %       | Rang    | Issue   | CM      | CC     |
| ----- | ----- | ----- | ------- | -------- | -------- | ---------- | ---------- | ------- | ------- | ------- | ------- | ------- | ------ |
| 1989  |       | FN    | Orange  | 1 949    | 17,97    | 3e         | Ballottage | 1 947   | 16,42   | 3e      | Battu   | 2 / 35  |        |
| 1995  | 3 411 | FN    | Orange  | 31,37    | 1er      | 4 268      | Ballottage | 35,93   | 1er     | Élu     | 24 / 35 |         |        |
| 2001  | 6 967 | FN    | Orange  | 59,97    | 1er      | Réélu      |            |         |         |         | 28 / 35 |         |        |
| 2008  |       | MPF   | Orange  | 7 255    | 60,97    | Réélu      | 1er        | 29 / 35 |         |         |         |         |        |
| 2014  |       | LS    | Orange  | 6 879    | 59,82    | Réélu      | 1er        | 29 / 35 | 13 / 15 |         |         |         |        |
| 2020  | 3 721 | LS    | Orange  | 47,55    | 1er      | Ballottage | 4 057      | 56,33   | 1er     | Réélu   | 28 / 35 | 16 / 19 |        |

## Publications
- L'Arme alimentaire : réponse à l'assassinat prémédité du monde rural (avec Marie-Claude Bompard), éditions du Cerce ;
- France, ton agriculture doit vivre, éditions du Cerce, 1987 ;
- Main basse sur l'agriculture, éditions du Cerce, 1989 ;
- Voyage autour de la femme : d'Eve à Benazir (avec Marie-Claude Bompard), Barthélémy, 1991 ;
- Un maire au créneau : Orange, une ville gérée autrement, éditions Nationales, 1997 ;
- Les Chemins de la victoire (avec Philippe Randa), Déterna, 2002 ;
- Le Pen contre le Front national, 2005 [PDF] [lire en ligne]